# Двадцать чентезимо (монета Италии)
20 чентезимо (итал. 20 centesimi) — разменная монета итальянской лиры, которую чеканили с перерывами с 1863 по 1943 год. За время выпуска было выпущено 6 типов монет данного номинала. Первые два были серебряными, для изготовления последующих использовали неблагородные металлы. После Второй мировой войны гиперинфляция привела к нецелесообразности дальнейшего выпуска денежных знаков с указанием номинала в чентезимо.

## История

### Правление Виктора—Эммануила II
Впервые 20 чентезимо были выпущены в 1863 году во время правления короля Виктора Эммануила II. Первый выпуск оказался крайне неудачным. Внешний вид монеты, содержащий изображение монарха на аверсе и герба на реверсе, а также размер этой серебряной монеты весом в 1 г, были схожими с золотыми 5 лирами. Различие состояло в небольшом обозначении номинала на гербовой стороне. Для недопущения возможных случаев мошенничества с позолотой 20 чентезимо для получения неправомерной выгоды дизайн монеты изменили. Всего на монетном дворе Турина отчеканили 461 подобный экземпляр. Из них до сегодняшнего дня сохранились лишь считанные монеты.
На следующем монетном типе реверс вместо герба содержал обозначение номинала. Данную монету выпускали на монетных дворах Милана и Турина в 1863—1867 годах. Монеты 1863—1866 годов датированы «1863». О происхождении той или иной монеты свидетельствует знак монетного двора. Для Турина это «T», Милана — «M».

### Правление Умберто I
При Умберто I (1878—1900) 20 чентезимо перестали чеканить из серебра. Первый в истории Италии выпуск медно-никелевых монет был вначале осуществлён на монетном дворе Берлина. Впоследствии процесс наладили и в Риме. Кроме материала изготовления, монета стала первой в Итальянском королевстве, не содержащей изображения монарха. Вместо него на аверсе поместили корону.

### Правление Виктора—Эммануила III
При Викторе Эммануиле III (1900—1943) было выпущено три монетных типа 20 чентезимо. Первый выпуск, получивший название «Libertà librata» (рус. Парящая свобода), содержал на реверсе изображение парящей женщины, символизирующей свободу, с факелом в руке. Особенностью выпуска являлось то, что с 1908 по 1922 год данные монеты чеканили многомиллионными тиражами для оборота, а с 1926 по 1935 год в количестве 50—500 экземпляров ежегодно исключительно для коллекционеров.
В 1918—1920 годах, наряду с никелевой «Парящей свободой», выпускали медно-никелевые 20 чентезимо, получившие название «Esagona» (рус. Шестиугольник). Своим названием они обязаны характерному виду, а именно помещённым обозначению номинала и году выпуска в шестиугольник на реверсе. Монета выпущена в качестве чрезвычайного выпуска для нормализации денежного обращения Италии после Первой мировой войны. Монетный кризис заключался в нехватке наличных денег в обороте, то есть демонетизации экономики. Золото и серебро исчезли из оборота, население начинало накапливать монеты и из неблагородных металлов. В этих условиях страна стала испытывать нехватку разменной монеты. Для насыщения рынка и был произведён чрезвычайный выпуск нового типа 20 чентезимо из медно-никелевого сплава. По своему составу, весу и размерам они соответствовали монетам того же номинала 1894—1895 годов времён правления Умберто I, которые до этого с 1909 по 1914 год выводили из оборота. С 1923 года 20 чентезимо «Esagona» стали выводить из оборота. Официально их демонетизировали 31 июля 1947 года.
Третий монетный тип получил название «Impero» (рус. Империя). Монета была выпущена в честь провозглашения империи (в 1935 году Муссолини завоевал Эфиопию, после чего объявил о «втором рождении Римской империи», — король Италии получил титул императора Эфиопии). Её особенностью стало наличие двух дат выпуска на реверсе: года по общепринятому григорианскому календарю и года прихода Муссолини к власти римскими цифрами. В первые годы (1936—1938) их чеканили из никеля, в последующие — из акмонитала (нержавеющей хромистой стали). В зависимости от лигатуры одна часть монет из акмонитала этого типа магнитится, другая — нет. Также одни экземпляры этой серии имеют гладкий гурт, другие — рифлёный. В связи с этими особенностями, несмотря на схожесть изображения, размера и веса, в нумизматической литературе выделяют 5 разновидностей монет данного типа:
1. никелевые 1936—1938 годов;
2. из акмонитала магнитящиеся с гладким гуртом;
3. из акмонитала магнитящиеся с рифлёным гуртом;
4. из акмонитала немагнитящиеся с гладким гуртом;
5. из акмонитала немагнитящиеся с рифлёным гуртом.

## Монетные типы
| Аверс | Реверс | Диаметр, мм | Вес, г | Гурт             | Металл                | Годы чеканки | Тираж                  |
| ----- | ------ | ----------- | ------ | ---------------- | --------------------- | ------------ | ---------------------- |
|       |        | 16          | 1      | гладкий          | серебро 835-й пробы   | 1863         | 461                    |
|       |        | 16          | 1      | гладкий          | серебро 835-й пробы   | 1863, 1867   | Суммарно — 34 999 539  |
|       |        | 21          | 4      | рифлёный         | Медно-никелевый сплав | 1894, 1895   | Суммарно — 100 000 000 |
|       |        | 21,5        | 4      | Рифлёный         | Никель                | 1908—1935    | Суммарно — 223 495 500 |
|       |        | 21          | 4      | рифлёный         | Медно-никелевый сплав | 1918—1920    | Суммарно — 77 452 000  |
|       |        | 21,5—22,5   | 4      | гладкий/рифлёный | Никель/Акмонитал      | 1936—1943    | Суммарно — 238 863 070 |

## Комментарии
Тиражи монет по годам
1. ↑  Тираж 20 чентезимо 1863, 1867 по годам и монетным дворам: 1863M — 27 844 963, 1863T — 6 288 572, 1867T — 866 004
2. ↑  Тираж 20 чентезимо 1894—1895 по годам и монетным дворам: 1894KB — 75 000 000, 1894R — 13 901 000, 1895R — 11 099 000
3. ↑  Тираж 20 чентезимо 1908—1935 по годам и монетным дворам: 1908R — 14 315 000, 1909R — 19 280 000, 1910R — 21 887 000, 1911R — 13 671 000, 1912R — 21 040 000, 1913R — 20 729 000, 1914R — 14 307 666, 1919R — 3 474 725, 1920R — 27 283 800, 1921R — 50 372 000, 1922R — 17 134 309, 1926R — 500, 1927R — 100, 1928—1935 — по 50 ежегодно
4. ↑  Тираж 20 чентезимо 1918—1920 по годам: 1918 — 43 097 000, 1919 — 33 432 000, 1920 — 923 000
5. ↑  Тираж 20 чентезимо 1936—1943 по годам: 1936 — 117 000, 1937 — 50, 1938 — 20, 1939 (XVII) — 10 463 000, 1939 (XVIII) — 25 300 000, 1940 — 35 350 000, 1941 — 10 730 000, 1942 — 99 900 000, 1943 — 57 003 000